# Indi Hartwell
Samantha de Martin  (née le 17 aout 1996 à Melbourne) est une catcheuse (lutteuse professionnelle) australienne. Elle est connue pour son travail à la World Wrestling Entertainment, sous le nom d'Indi Hartwell.

## Jeunesse
Samantha de Martin est née à Melbourne d'un père italien et d'une mère chilienne. Elle se passionne pour le catch en regardant les émissions de la World Wrestling Entertainment (WWE) et suis tout particulièrement Victoria et Trish Stratus.

## Carrière dans le catch

### Début de carrière (2016-2019)
Samantha de Martin commence  à 19 ans à s'entraîner pour devenir catcheuse à la Professional Championship Wrestling (PCW) Academy à Melbourne. Elle y fait ses débuts le 15 octobre 2016 où elle participe à un match à quatre catcheuses.
Dès 2017, elle commence à lutter ponctuellement aux États-Unis à la Rise Wrestling et à la Shimmer Women Athletes.
Le 5 mai 2018, elle participe à un tournoi pour désigner la première championne de la Newcastle Pro Wrestling (NEWY), une fédération de Nouvelle-Galles du Sud. Elle remporte ce tournoi en éliminant Shazza McKenzie en demi-finale  puis Harley Wonderland en finale.  Elle garde ce titre jusqu'au 1er janvier 2018 où elle perd un match à trois remporté par Harley Wonderland auquel participe aussi Shazza McKenzie. Entre-temps, elle ajoute à son palmarès le championnat féminin de la Riot City Wrestling (RCW) en battant Casey Johns le 15 juin.

### World Wrestling Entertainment (2019-2024)

#### NXT, championne par équipes deNXTavec Candice LeRae et championne deNXT(2019-2023)
Le 14 septembre 2019, elle signe officiellement avec la World Wrestling Entertainment.
Le 15 janvier 2020 à NXT, elle fait ses débuts dans la brand jaune en tant que Heel, participe à une Battle Royal pour déterminer l'aspirante n°1 au titre féminin de la NXT, mais ne la remporte pas, gagnée par Bianca Belair. 
Le 11 novembre à NXT, elle effectue un Heel Turn, forme officiellement une alliance avec Candice LeRae et les deux femmes attaquent Shotzi Blackheart et Toni Storm. Le 9 décembre à NXT, Austin Theory, Johnny Gargano, Candice LeRae et elle se réunissent et forment officiellement un clan appelé The Way. 
Le 8 avril 2021 à NXT TakeOver: Stand & Deliver, elles ne remportent pas les titres féminins par équipes de NXT, battues par Ember Moon et Shotzi Blackheart. Le 4 mai à NXT, elles deviennent les nouvelles championnes par équipes de NXT en prenant leur revanche sur leurs mêmes adversaires dans un Street Fight Match et remportent les titres pour la première fois de leurs carrières.
Le 6 juillet à NXT: The Great American Bash, elles ne conservent pas leurs ceintures, battues par Io Shirai et Zoey Stark, à la suite d'une intervention extérieure de Tegan Nox revenue de blessure. Le 17 août à NXT, elle effectue un Face Turn, forme officiellement une alliance et un couple avec Dexter Lumis, et ensemble, ils battent Robert Stone et Jessi Kamea. Après le combat, elle demande son partenaire en mariage, ce que ce dernier accepte, et ils échangent un baiser.
Le 7 décembre à NXT, le clan se sépare, car Candice LeRae annonce sa grossesse sur les réseaux sociaux, Austin Theory a été drafté à Raw, puis Johnny Gargano, Dexter Lumis et elle se disent au revoir dans les coulisses. 3 soirs plus tard à NXT Deadline, elle ne devient pas aspirante no 1 au titre féminin de NXT, battue par Roxanne Perez dans son tout premier Women's Iron Survivor Challenge.
Le 28 janvier 2023 au Royal Rumble, elle entre dans son tout premier Women's Royal Rumble match en 26e position, mais se fait éliminer par Sonya Deville.
Le 1er avril à NXT Stand & Deliver, elle devient la nouvelle championne de NXT en battant Roxanne Perez, Gigi Dolin, Tiffany Stratton, Lyra Valkyria et Zoey Stark dans un Ladder match, remportant le titre pour la première fois de sa carrière et son premier titre personnel.

#### Draft àRaw(2023-2024)
Le 28 avril à SmackDown, lors du Draft, elle est annoncée être officiellement transférée à Raw par Road Dogg. Quatre soirs plus tard à NXT, elle annonce devoir abandonner le titre à la suite de son transfert officiel au show rouge.
Le 27 janvier 2024 au Royal Rumble, elle entre dans le Women's Royal Rumble match en 6e position, mais se fait éliminer par la future gagnante, Bayley. Le 24 février lors du pré-show à Elimination Chamber, Candie LeRae et elle ne remportent pas les titres féminins par équipes de la WWE, battues par les Kabuki Warriors (Asuka et Kairi Sane).
Le 15 avril à Raw, elles battent Ivy Nile et Maxxine Dupri. Pendant le combat, elle fait diversion pour permettre à sa partenaire de tricher.

#### Draft àSmackDownet licenciement (2024)
Le 29 avril à Raw, lors du Draft, elles sont annoncées être officiellement transférées à SmackDown.
Le 1er novembre, elle est licenciée par la compagnie.

## Palmarès
- Riot City Wrestling
  - 1 fois RCW Women's Champion

- World Series Wrestling
  - 1 fois WSW Women's Champion

- World Wrestling Entertainment
  - 1 fois championne par équipe de la NXT — avec Candice LeRae
  - 1 fois championne de la NXT

## Récompenses des magazines
- Pro Wrestling Illustrated

| Année | 2020 | 2021 | 2022        | 2023 | 2024        |
| ----- | ---- | ---- | ----------- | ---- | ----------- |
| Rang  | 83   | 96   | Non classée | 46   | Non classée |